# سمير دورو
سمير دورو مواليد 18 أكتوبر 1977 في كونييتش، جمهورية يوغوسلافيا الاشتراكية الاتحادية، هو لاعب كرة قدم بوسني دولي سابق كان يلعب كلاعب وسط، لعب لصالح نادي زيليك زينيتشا في دوري البوسنة والهرسك.

## المسيرة الاحترافية

### أندية لعب لها
لعب سابقا لصالح نادي سراييفو في الدوري البوسني الممتاز ونادي ميديمورجي في الدوري الكرواتي الممتاز. ولعب أيضا لنادي ماريبور ونادي باس جيانينا ونادي جيلييزنيتشار ساراييفو ونادي تساليه.

## المسيرة الدولية
ظهر دورو في سبع مباريات مع منتخب البوسنة والهرسك الوطني لكرة القدم.

## وصلات خارجية
- سمير دورو على موقع قاعدة بيانات كرة القدم.إي يو (الإنجليزية)
- سمير دورو على موقع ناشيونال فوتبول تيمز (الإنجليزية)
- سمير دورو على موقع Soccerway.com (الإنجليزية)